# Vanhoeffenura kurilica
Vanhoeffenura kurilica är en kräftdjursart som först beskrevs av Yakov Avadievich Birstein 1957.  Vanhoeffenura kurilica ingår i släktet Vanhoeffenura och familjen Munnopsidae. Inga underarter finns listade i Catalogue of Life.